# 雷迪帕韦
雷迪帕韦（亦作GS-5885）是吉利德科学研发的治疗C型肝炎的药物。在完成了Ⅲ期临床试验后，吉利德于2014年2月10日向美国联邦政府申请报批了固定剂量复方片剂，复方索非布韦雷迪帕韦片，用于第1基因型C型肝炎病毒感染的治疗。